# Eva Mendelsson
Eva Mendelsson-Cohn (* 27. März 1931 in Gengenbach) ist eine jüdische Zeitzeugin der Judenverfolgung.

## Leben
Geboren als drittes Kind von Sylvia (1904–1942) und Eduard Cohn wuchs Eva in Offenburg auf. In der Reichspogromnacht 1938 wurde ihr Vater verhaftet. Nach sechs Wochen kam er frei, weil er versprochen hatte, das Land zu verlassen. Er floh nach England, die Familie musste er zurücklassen.
Eva Cohn und ihre Schwestern mussten eine Zwangsschule für jüdische Kinder in Freiburg besuchen. Nach Kriegsausbruch floh die Mutter mit den Kindern vor den Bomben für kurze Zeit nach München, wo Evas älteste Schwester Esther, nach einer Erkrankung teilweise gelähmt, in einem Kinderheim zurückblieb.
1940 wurde Eva in der Wagner-Bürckel-Aktion zusammen mit vielen badischen Juden, darunter ihre Mutter und ihre Schwester Myriam, ins Lager nach Gurs deportiert. Die beiden Schwestern wurden von der Organisation Œuvre de secours aux enfants (OSE, deutsch etwa Kinderhilfswerk) gerettet. Ihre Mutter und ihre Schwester Esther sah Eva nie wieder. Beide wurden nach neuesten Erkenntnissen in Auschwitz ermordet.
Während des Krieges lebten Eva und Myriam Cohn in überfüllten Kinderheimen in Frankreich und der Schweiz. Nach dem Krieg zogen die Schwestern zum Vater nach England. Nach der Schulzeit arbeitete Eva Cohn im Hotelgewerbe. 1954 heiratete sie Wolfgang Mendelsson (gestorben 2000), mit dem sie drei Kinder hat. Heute lebt sie in London und ist als Textilkünstlerin tätig.
Eva Mendelsson-Cohn hat dazu beigetragen, dass Gedichte und Briefe ihrer Mutter Sylvia Cohn herausgegeben wurden.